# Berliet AD
Der Berliet AD war ein mittlerer französischer Lastkraftwagen aus der Zeit vor dem Ersten Weltkrieg, der wegen der Motorisierung auch der Modellreihe Berliet 22 CV zugerechnet wird.

## Geschichte, Technik
Der Berliet AD wurde von etwa 1908 bis 1911 gebaut. Zwei Exemplare wurden 1911 für die französische Armee gekauft und intensiv erprobt.
Sein wassergekühlter Vierzylindermotor hatte einen Hubraum von 3770 cm³ (Bohrung 100, Hub 120 mm) und leistete 22 effektive PS bei 1000/min. Spätestens 1911 wurde der Hub auf 140 mm vergrößert, der Hubraum wuchs damit auf 4398 cm³. Das Getriebe hatte drei, bei Omnibussen vier Vorwärtsgänge, dazu einen Rückwärtsgang. Der Radstand betrug 3,90 m. Das Leergewicht lag bei 2,3 Tonnen, die Nutzlast bei 3 Tonnen. Der Wagen hatte Vollgummireifen der Größe 930 × 120 mm, die hinteren nach anderer Quelle zumindest für die Lkw-Variante 1010 × 120 mm. Über Ketten wurden die Hinterräder angetrieben.
Es gab Fahrzeuge mit Omnibusaufbau für 24 bis 30 Personen.